# Gran Premi del Japó del 2012
El Gran Premi del Japó de Fórmula 1 de la temporada 2012 s'ha disputat al Circuit de Suzuka, del 5 al 7 d'octubre del 2012.

## Resultats de la qualificació
| Pos                       | No | Pilot              | Constructor           | Part 1   | Part 2   | Part 3      | Sortida |
| ------------------------- | -- | ------------------ | --------------------- | -------- | -------- | ----------- | ------- |
| 1                         | 1  | Sebastian Vettel   | Red Bull-Renault      | 1:32.608 | 1:31.501 | 1:30.839    | 1       |
| 2                         | 2  | Mark Webber        | Red Bull-Renault      | 1:32.951 | 1:31.950 | 1:31.090    | 2       |
| 3                         | 3  | Jenson Button      | McLaren-Mercedes      | 1:33.077 | 1:31.772 | 1:31.290    | 81      |
| 4                         | 14 | Kamui Kobayashi    | Sauber-Ferrari        | 1:32.042 | 1:31.886 | 1:31.700    | 3       |
| 5                         | 10 | Romain Grosjean    | Lotus F1 Team-Renault | 1:32.029 | 1:31.968 | 1:31.898    | 4       |
| 6                         | 15 | Sergio Pérez       | Sauber-Ferrari        | 1:32.147 | 1:32.169 | 1:32.022    | 5       |
| 7                         | 5  | Fernando Alonso    | Ferrari               | 1:32.459 | 1:31.833 | 1:32.114    | 6       |
| 8                         | 9  | Kimi Räikkönen     | Lotus F1 Team-Renault | 1:32.221 | 1:31.826 | 1:32.208    | 7       |
| 9                         | 4  | Lewis Hamilton     | McLaren-Mercedes      | 1:33.061 | 1:32.121 | 1:32.327    | 9       |
| 10                        | 12 | Nico Hülkenberg    | Force India-Mercedes  | 1:32.828 | 1:32.272 | Sense temps | 151     |
| 11                        | 6  | Felipe Massa       | Ferrari               | 1:32.946 | 1:32.293 |             | 10      |
| 12                        | 11 | Paul di Resta      | Force India-Mercedes  | 1:32.898 | 1:32.327 |             | 11      |
| 13                        | 7  | Michael Schumacher | Mercedes GP           | 1:33.349 | 1:32.469 |             | 232     |
| 14                        | 18 | Pastor Maldonado   | Williams-Renault      | 1:32.834 | 1:32.512 |             | 12      |
| 15                        | 8  | Nico Rosberg       | Mercedes GP           | 1:33.015 | 1:32.625 |             | 13      |
| 16                        | 16 | Daniel Ricciardo   | Toro Rosso-Ferrari    | 1:33.059 | 1:32.954 |             | 14      |
| 17                        | 17 | Jean-Éric Vergne   | Toro Rosso-Ferrari    | 1:33.370 | 1:33.368 |             | 193     |
| 18                        | 19 | Bruno Senna        | Williams-Renault      | 1:33.405 |          |             | 16      |
| 19                        | 20 | Heikki Kovalainen  | Caterham-Renault      | 1:34.657 |          |             | 17      |
| 20                        | 24 | Timo Glock         | Marussia-Cosworth     | 1:35.213 |          |             | 18      |
| 21                        | 22 | Pedro de la Rosa   | HRT-Cosworth          | 1:35.385 |          |             | 20      |
| 22                        | 25 | Charles Pic        | Marussia-Cosworth     | 1:35.429 |          |             | 21      |
| 23                        | 21 | Vitali Petrov      | Caterham-Renault      | 1:35.432 |          |             | 22      |
| 24                        | 23 | Narain Karthikeyan | HRT-Cosworth          | 1:36.734 |          |             | 24      |
| Regla del 107% : 1:38.471 |    |                    |                       |          |          |             |         |
| Font:                     |    |                    |                       |          |          |             |         |

Notes:
- ^1  — Jenson Button i Nico Hülkenberg han rebut una penalització de 5 posicions a la graella de sortida per substituir la caixa de canvi.
- ^2  — Michael Schumacher ha rebut una penalització de 10 posicions a la graella per l'accident del GP anterior.
- ^3  — Jean-Éric Vergne ha estat penalitzat amb tres posicions a la graella per obstaculitzar Bruno Senna durant la qualificació.[2]

## Resultats de la Cursa
| Pos   | No | Pilot              | Constructor           | Voltes | Temps / Retirada | Pos.Sortida | Punts |
| ----- | -- | ------------------ | --------------------- | ------ | ---------------- | ----------- | ----- |
| 1     | 1  | Sebastian Vettel   | Red Bull-Renault      | 53     | 1h 28' 56. 242   | 1           | 25    |
| 2     | 6  | Felipe Massa       | Ferrari               | 53     | + 20.632 s       | 10          | 18    |
| 3     | 14 | Kamui Kobayashi    | Sauber-Ferrari        | 53     | + 24.538 s       | 3           | 15    |
| 4     | 3  | Jenson Button      | McLaren-Mercedes      | 53     | + 25.098 s       | 8           | 12    |
| 5     | 4  | Lewis Hamilton     | McLaren-Mercedes      | 53     | + 46.490 s       | 9           | 10    |
| 6     | 9  | Kimi Räikkönen     | Lotus F1 Team-Renault | 53     | + 50.424 s       | 7           | 8     |
| 7     | 12 | Nico Hülkenberg    | Force India-Mercedes  | 53     | + 51.159 s       | 15          | 6     |
| 8     | 18 | Pastor Maldonado   | Williams-Renault      | 53     | + 52.364 s       | 12          | 4     |
| 9     | 2  | Mark Webber        | Red Bull-Renault      | 53     | + 54.675 s       | 2           | 2     |
| 10    | 16 | Daniel Ricciardo   | Toro Rosso-Ferrari    | 53     | + 1' 06.919 min. | 14          | 1     |
| 11    | 7  | Michael Schumacher | Mercedes GP           | 53     | + 1' 07.769 min. | 23          |       |
| 12    | 11 | Paul di Resta      | Force India-Mercedes  | 53     | + 1' 23.460 min. | 11          |       |
| 13    | 17 | Jean-Éric Vergne   | Toro Rosso-Ferrari    | 53     | + 1' 28.645 min. | 19          |       |
| 14    | 19 | Bruno Senna        | Williams-Renault      | 53     | + 1' 28.709 min. | 16          |       |
| 15    | 20 | Heikki Kovalainen  | Caterham-Renault      | 52     | + 1 Volta        | 17          |       |
| 16    | 24 | Timo Glock         | Marussia-Cosworth     | 52     | + 1 Volta        | 18          |       |
| 17    | 21 | Vitali Petrov      | Caterham-Renault      | 52     | + 1 Volta        | 22          |       |
| 18    | 22 | Pedro de la Rosa   | HRT-Cosworth          | 52     | + 1 Volta        | 20          |       |
| 19    | 10 | Romain Grosjean    | Lotus F1 Team-Renault | 51     | + 2 Voltes       | 4           |       |
| Ret   | 25 | Charles Pic        | Marussia-Cosworth     | 36     | Motor            | 21          |       |
| Ret   | 23 | Narain Karthikeyan | HRT-Cosworth          | 32     | Vibracions       | 24          |       |
| Ret   | 15 | Sergio Pérez       | Sauber-Ferrari        | 19     | Virolla          | 5           |       |
| Ret   | 5  | Fernando Alonso    | Ferrari               | 0      | Col·lisió        | 6           |       |
| Ret   | 8  | Nico Rosberg       | Mercedes GP           | 0      | Col·lisió        | 13          |       |
| Font: |    |                    |                       |        |                  |             |       |

## Classificació del mundial després de la cursa
| Pos | Pilot            | Punts |
| --- | ---------------- | ----- |
| 1   | Fernando Alonso  | 194   |
| 2   | Sebastian Vettel | 190   |
| 3   | Kimi Räikkönen   | 157   |
| 4   | Lewis Hamilton   | 152   |
| 5   | Mark Webber      | 134   |

| Pos | Constructor           | Punts |
| --- | --------------------- | ----- |
| 1   | Red Bull-Renault      | 324   |
| 2   | McLaren-Mercedes      | 283   |
| 3   | Ferrari               | 263   |
| 4   | Lotus F1 Team-Renault | 239   |
| 5   | Mercedes GP           | 136   |

- Nota: Només s'inclouen els 5 primers de cada classificació. Per veure-la completa aneu a Temporada 2012 de Fórmula 1

## Altres
- Pole: Sebastian Vettel 1' 30. 839
- Volta ràpida: Sebastian Vettel 1' 35. 774 (a la volta 52)